# 劉光昱
劉光昱（1728年—？），山西省平陽府洪洞縣人，清朝政治人物。
捐貢出身，乾隆二十四年，捐知府。次年，擔任陝西延安府知府。乾隆三十年，升任甘肅平慶兵備道。乾隆三十九年，任甘肅西寧兵備道，乾隆四十三年，署甘肅按察使。次年，署甘肅布政使。